# Cache-cache (album)
Pour les articles homonymes, voir Cache-cache (homonymie).
Albums de Henri Dès
Douroum Doum Doum
(1966) La Petite Charlotte
(1979)
Cache-cache est le premier album pour enfants d'Henri Dès, sorti en 1977.
L'album se compose de quatorze chansons racontant des histoires d'animaux, du loup au ouistiti, avec des jeux de mots qui peuvent sembler artificiels pour de jeunes enfants.
Le chanteur y est notamment accompagné par les Petits chanteurs de la Cathédrale de Lausanne. La jaquette de l'album est dessinée par Étienne Delessert.
L'album reçoit le diplôme Loisirs jeunes en 1978, qui récompense le meilleur disque pour enfants. Il est disque d'or, avec plus de 25 000 exemplaires vendus.
Il est réédité sous forme de cassette vidéo en 1993.

## Liste des chansons
1. Mon gros loup, mon petit loup
2. La feuille et l'écureuil
3. Les petits canards
4. Ma petite sœur
5. Trois petits garçons
6. Un moineau sur ton dos
7. L'escargot
8. Le facteur
9. Le gros chat gourmand
10. La bête à bon dieu
11. La mélasse
12. Lapin albinos
13. Les oursons, les requins, les kangourous et les ouistitis
14. Cache-cache